# Łeonid Kornijec
Łeonid Kornijec (ukr. Леонід Романович Корнієць; ur. 8 sierpnia?/21 sierpnia 1901 w Bobryńcu, zm. 29 maja 1969 w Moskwie) – ukraiński polityk komunistyczny, przewodniczący Rady Komisarzy Ludowych USRR od września 1939 do lutego 1944.

## Życiorys
W 1914 ukończył szkołę parafialną, w 1918 czteroklasową szkołę podstawową, w 1920 piątą klasę gimnazjum, w 1922 technikum (wszystkie w Bobryńcu), w 1924 pierwszy rok studiów na politechnice w Baku. Od czternastego roku życia pracował zawodowo jako robotnik. Od 1922 do 1925 był pomocnikiem nauczyciela w 5 kaukaskim pułku piechoty 2 kaukaskiej dywizji strzeleckiej Armii Czerwonej.
W październiku został kierownikiem wiejskiej szkoły, a we wrześniu 1928 kierownikiem szkoły rolniczej. Od 1929 zajmował kierownicze stanowiska w zarządach rejonowych partii. W 1938 został wybrany deputowanym do Rady Najwyższej Ukraińskiej SRR i przewodniczącym Prezydium tej Rady (do 1939). 28 lipca został wybrany przewodniczącym Rady Komisarzy Ludowych USRR, urzędowanie rozpoczął od września 1939. Obowiązki wykonywał do lipca 1941, do ataku Niemiec na ZSRR.
Następnie od lipca 1941 do października 1942 był członkiem Rady Wojskowej Frontów Południowego i Północnokaukaskiego. Od października 1942 do maja 1943 powrócił do obowiązków przewodniczącego RKL USRR, potem do września 1943 działał w Radzie Wojennej Frontu Woroneskiego, i znów objął swoje stanowisko w RKL. W latach 1943–1944 nadzorował powtórną organizację władzy radzieckiej na wyzwolonych terenach USRR.
5 lutego 1944 stanowisko przewodniczącego RKL zajął Nikita Chruszczow, a Kornijec został jego I zastępcą, i pozostał na tym stanowisku do marca 1950. Po 1950 zajmował kilka wysokich stanowisk partyjnych USRR. Od 21 listopada 1953 do 31 maja 1956 minister aprowizacji ZSRR, od 31 maja 1956 do 26 listopada 1958 minister produktów zbożowych ZSRR.
Od 21 marca 1939 do 5 października 1952 członek KC WKP(b), od 14 października 1952 do śmierci zastępca członka KC KPZR.

## Odznaczenia
- Order Lenina (trzykrotnie, m.in. 7 lutego 1939)
- Order Czerwonego Sztandaru
- Order Bohdana Chmielnickiego I klasy
- Order Wojny Ojczyźnianej I klasy

## Literatura, linki
- Biogram Łeonida Kornijca na portalu Gabinetu Ministrów Ukrainy
- Informacje na stronie hrono.ru (ros.)
- http://www.az-libr.ru/index.htm?Persons&70B/b6310cc5/0001/3b93ec0d (ros.)
- http://www.az-libr.ru/index.htm?Persons&000/Src/0004/3b93ec0d (ros.)
- http://www.knowbysight.info/KKK/03406.asp] (ros.)